# Бятріче Кишлару
Бятріче  Кишлару (20 серпня 1975) — румунська плавчиня.
Призерка Олімпійських Ігор 2000 року, учасниця 1992, 1996, 2004 років.
Призерка Чемпіонату світу з водних видів спорту 2001, 2003 років.
Чемпіонка Європи з водних видів спорту 2000 року, призерка 1991, 1999, 2004 років.
Призерка Чемпіонату Європи з плавання на короткій воді 1996 року.
Призерка літньої Універсіади 1999 року.